# Marilyn Agency
 (octobre 2015).
Si vous disposez d'ouvrages ou d'articles de référence ou si vous connaissez des sites web de qualité traitant du thème abordé ici, merci de compléter l'article en donnant les références utiles à sa vérifiabilité et en les liant à la section « Notes et références ».
Marilyn Agency est une agence de mannequins fondée en 1985 à Paris par Marilyn Gauthier. L'agence compte, depuis 1997, un autre centre à New York.
Depuis 2011, la société appartient à la milliardaire Marie Halley, héritière du groupe Carrefour et fondatrice du groupe d'investissement MH Luxe dont le siège social est basé à Londres. Ce groupe d'investissement est constitué également de deux entreprises de prêt-à-porter que sont Peter Pilotto et Esteban Cortazar. L'agence se décompose en deux départements : MGM (département homme) et Marilyn Paris (département femme). En 2016, la société délocalise son siège parisien au 11, rue Portefoin.
À la clôture du dernier exercice connu, en 2015, l'effectif de cette entreprise se composait de 30 employés en France.
Cette même année, la société française avait un chiffre d'affaires en baisse de 34,44% par rapport à 2014, soit 9 318 000 Euros. Quant au résultat net, il passait de - 1,9 million en décembre 2014 à -525 000 € en décembre 2015. Le déficit diminuait donc de 72,56% entre ces deux dates.
En septembre 2016, elle est sanctionnée par l’autorité de la concurrence, parmi 36 autres agences de mannequins, pour entente sur les grilles tarifaires. L’agence Marilyn sera d'ailleurs la plus lourdement sanctionnée par une amende record de 600 000 euros ; les montants ayant été gradués « en fonction de la gravité des pratiques et du dommage à l’économie causé par les pratiques », note l’autorité,[source insuffisante].

### Source
- (en) Cet article est partiellement ou en totalité issu de l’article de Wikipédia en anglais intitulé « Marilyn Agency » (voir la liste des auteurs).